# جتوط
جتوط، روستایی است از توابع بخش سعدآباد در شهرستان دشتستان استان بوشهر ایران. این روستا در نزدیکی کاخ زمستانی کوروش (سنگ سیاه) قرارد دارد. (جای توت ) در قدیم درختان زیاد توت باعث نام گذاری این روستا گشته است.

## جمعیت
این روستا در دهستان زیرراه قرار داشته و براساس سرشماری سال ۱۳۸۵ جمعیت آن ۱٫۰۶۳ نفر (۲۳۱ خانوار) بوده‌است. و از طوایفی با فامیل های حیدری، قاسمی، ابوعلی، شیردل، غلامی، عبداله زاده، اسماعیلی، فاتح، پرویزی، استوار، حافظی، با ایمان، دشتی، قاسمپور و ... که اکثرا نسبت های فامیلی نزدیک دارند تشکیل شده است.